# Jarmila Novotná
Jarmila Novotná (Praga, 23 settembre 1907 – New York, 9 febbraio 1994) è stata un soprano e attrice ceca, stella del Metropolitan Opera dal 1940 al 1956.

## Biografia
Allieva di Emmy Destinn, debutta il 28 giugno 1925 nel ruolo di Marenka de La sposa venduta all'Opera di Praga. Sei giorni dopo interpreta Violetta ne La traviata.
Nel 1928 canta in diversi teatri italiani, tra cui l'Arena di Verona (Rigoletto a fianco di Giacomo Lauri-Volpi) e il Teatro San Carlo di Napoli (L'elisir d'amore a fianco di Tito Schipa). Nel 1929 viene scritturata dalla Kroll Opera di Berlino per interpretare diversi ruoli drammatici: Manon Lescaut, Madama Butterfly e di nuovo La traviata. Nello stesso periodo, sempre come cantante, ha modo di lavorare nel cinema come protagonista della versione cinematografica de La sposa venduta, realizzata da Max Ophüls nel 1932, oltre ad apparire accanto a Gustav Fröhlich.
Con l'avvento del nazismo decide di lasciare la Germania e recarsi a Vienna, dove è protagonista di Giuditta di Franz Lehár, ottenendo un successo tale da assicurarle un contratto di lunga durata e la nomina a Kammersängerin. Nel 1937 appare al Festival di Salisburgo come Pamina ne Il flauto magico diretto da Arturo Toscanini. Subito dopo l'Anschluss è lo stesso Toscanini a invitarla a New York e farle ottenere un contratto con il Metropolitan. Apparirà in 205 rappresentazioni al Met fino al 1956, quasi la metà rappresentate dai tre ruoli di Conte Orlofsky, Ottaviano e Cherubino.
Con la fine della guerra pensa al rientro in Cecoslovacchia, ma, a causa dell'avvento del regime comunista e della confisca di tutti i beni, decide di rimanere negli Stati Uniti. Nel 1948 interpreta un importante ruolo nel film  Odissea tragica. Tiene l'ultima performance il 15 gennaio 1956.

## Repertorio
| Repertorio operistico         | Repertorio operistico   | Repertorio operistico |
| Ruolo                         | Titolo                  | Autore                |
| ----------------------------- | ----------------------- | --------------------- |
| Tat'jana                      | Evgenij Onegin          | Čajkovskij            |
| Mélisande                     | Pelléas et Mélisande    | Debussy               |
| Adina                         | L'elisir d'amore        | Donizetti             |
| Euridice                      | Orfeo ed Euridice       | Gluck                 |
| Manon Lescaut                 | Manon                   | Massenet              |
| Cherubino Contessa d'Almaviva | Le nozze di Figaro      | Mozart                |
| Donna Anna Donna Elvira       | Don Giovanni            | Mozart                |
| Fiordiligi                    | Così fan tutte          | Mozart                |
| Pamina                        | Die Zauberflöte         | Mozart                |
| Antonia                       | Les contes d'Hoffmann   | Offenbach             |
| Manon Lescaut                 | Manon Lescaut           | Puccini               |
| Mimì                          | La bohème               | Puccini               |
| Cio-Cio-San                   | Madama Butterfly        | Puccini               |
| Rosina                        | Il barbiere di Siviglia | Rossini               |
| Mařenka                       | Prodaná nevěsta         | Smetana               |
| Conte Orlofsky                | Die Fledermaus          | Strauss II, Johann    |
| Octavian                      | Der Rosenkavalier       | Strauss, Richard      |
| Gilda                         | Rigoletto               | Verdi                 |
| Violetta Valéry               | La traviata             | Verdi                 |
| Freia                         | Das Rheingold           | Wagner                |

## Filmografia
- Un bacio e un ceffone (Der Bettelstudent), regia di Victor Janson (1931)
- La sposa venduta (Die verkaufte Braut), regia di Max Ophüls (1932)
- Odissea tragica (The Search), regia di Fred Zinnemann (1948)
- Il grande Caruso (The Great Caruso), regia di Richard Thorpe (1951)